# Reliefpithos

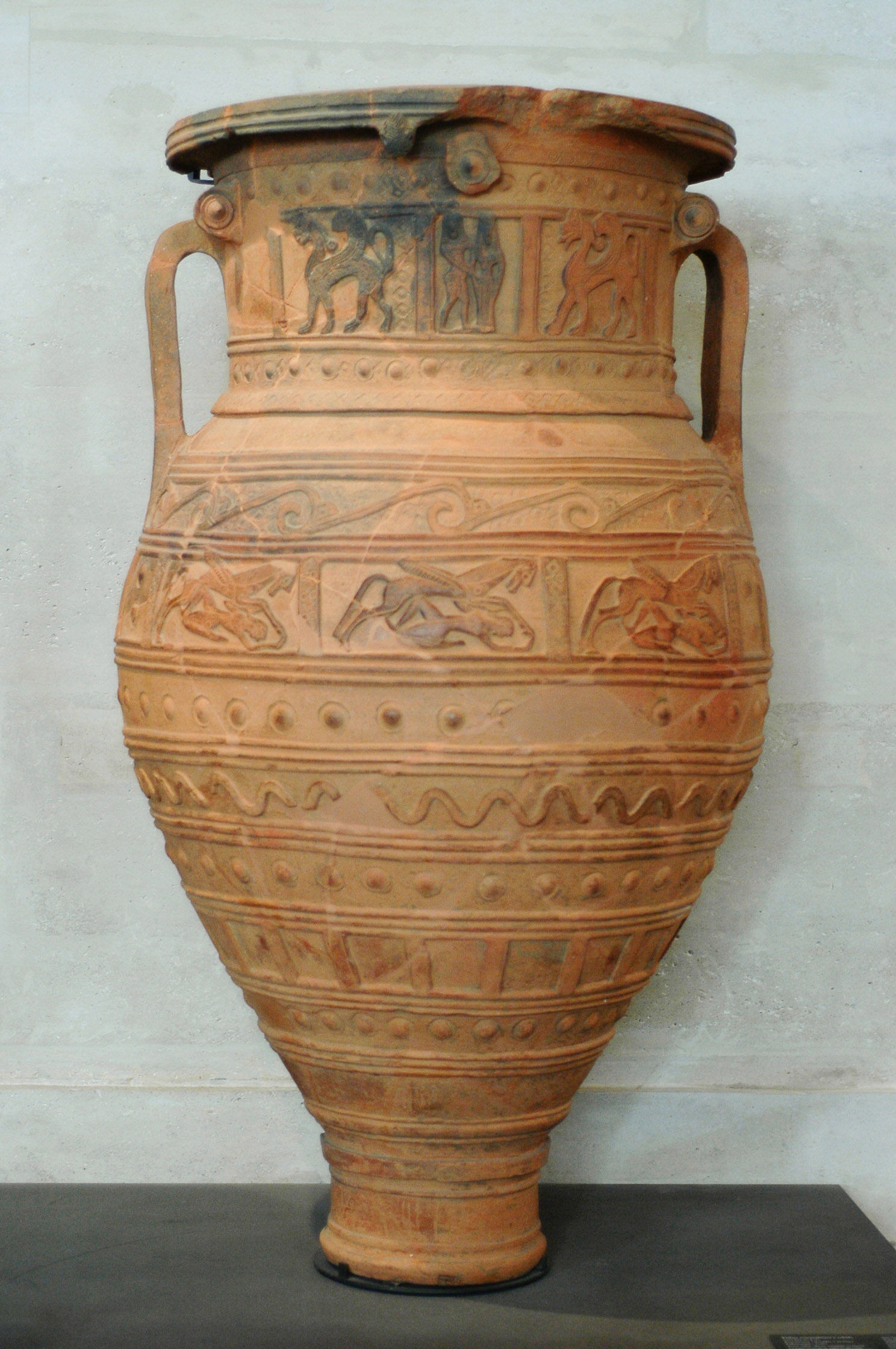
Reliefpithos aus Kreta

Als Reliefpithoi werden prunkvolle Pithoi bezeichnet, die von ca. 750 bis 650 v. Chr. auf den Kykladen, auf Kreta und Rhodos produziert wurden. Eine spätere Produktion dieser Gefäße gab es im vierten Jahrhundert in Sparta. Da sie Henkel haben, wurden sie früher auch oft als Reliefamphoren bezeichnet.

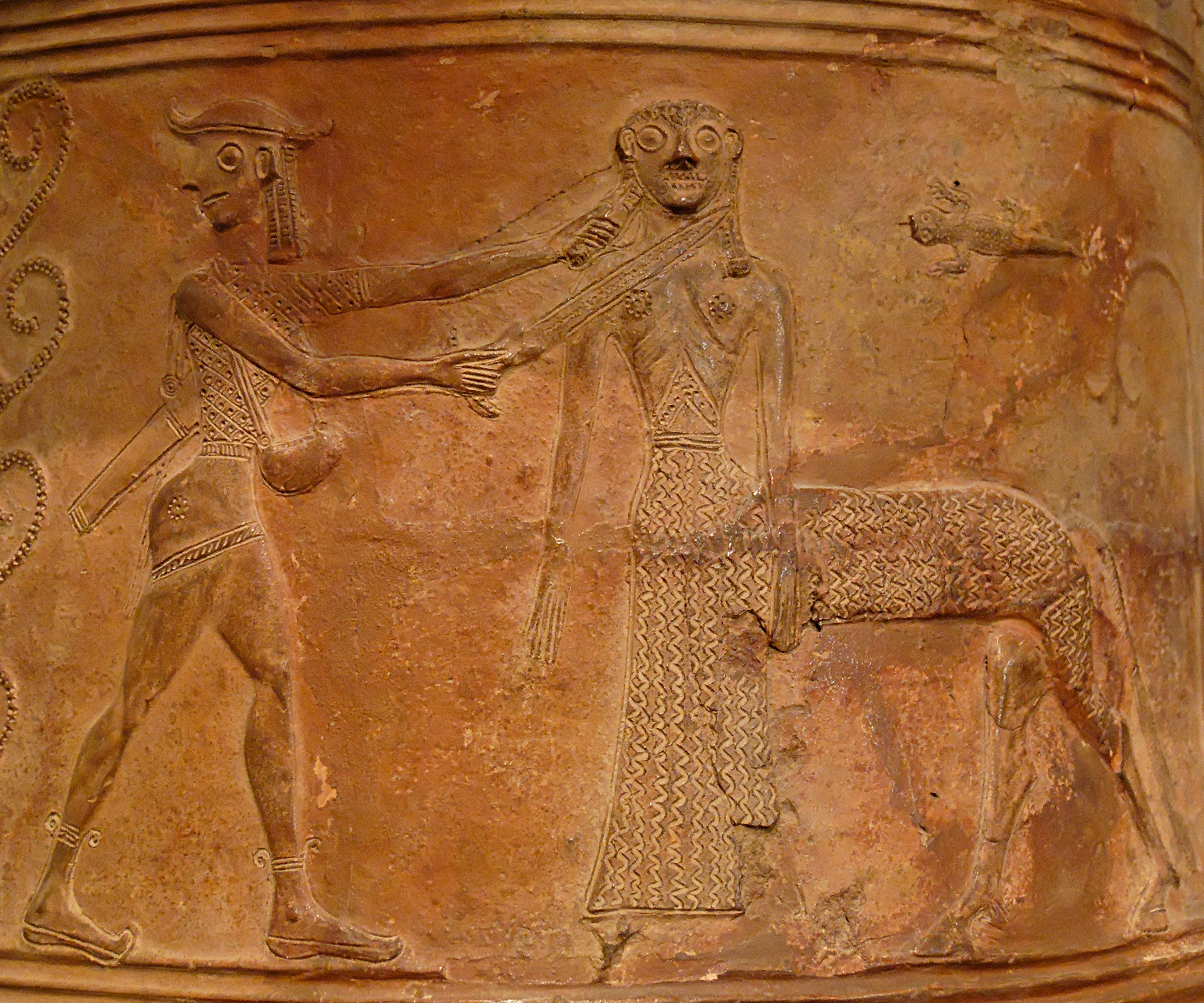
Perseus tötet die Medusa, von einem Reliefpithos aus Theben (Böotien), 660 v. Chr.

Die Reliefpithoi sind in der Regel 1,50 bis 2 m hoch. Sie weisen einen langen Hals auf und enden in einer spitzen Basis. Im unteren Drittel finden sich meist Einlassungen, in die einst wohl Holzstäbe gesteckt wurden, damit die Pithoi fest auf der Erde stehen konnten.
Diese Pithoi erhielten ihren Namen von den flachen Reliefs, die auf ihnen angebracht wurden. Diese sind entweder frei geformt oder auch mit Hilfe von Matrizen eingestanzt. Es finden sich geometrische Dekorationen, aber auch figürliche Szenen. Die Dekoration war selten bemalt, nur auf Kreta wurde Farbe eingesetzt. Nur die Vorder- oder Schauseite war dekoriert. Der Ton der Gefäße ist meist eher grob, die Reliefs bestehen aus feineren Ton.
Das Hauptmotiv der Dekoration befand sich immer auf dem Hals. Es finden sich vor allem Szenen aus der griechischen Mythologie. Auf einem großen, auf Mykonos gefundenen Exemplar findet man Szenen von der Eroberung Trojas, mit dem trojanischen Pferd als Hauptbild auf dem Hals. Es handelt sich um die bisher älteste Darstellung des Trojanischen Krieges. Ein anderes beliebtes Motiv sind die Herrin und der Herr der Tiere, oder die Darstellung einer Kopfgeburt, wobei es umstritten ist, ob damit die Geburt der Athene gemeint ist. Ein Hauptproduktionzentrum war anscheinend die Insel Tinos.